# بلانش نيفين
بلانش نيفين (بالإنجليزية: Blanche Nevin)‏ هي نحّاتة أمريكية، ولدت في 1841 في مرسيرسبورغ في الولايات المتحدة، وتوفيت في 1925.